# Plasa Mășcăuți, județul Orhei
Plasa Mașcăuți  avea (la 1930) 53 localități:
| Nr. crt. | Denumire localitate | Tip                          | Raionul în care se află în prezent |
| -------- | ------------------- | ---------------------------- | ---------------------------------- |
| 1        | Bălășești           | sat în comuna Pașcani        | Criuleni                           |
| 2        | Berezlogi           | comună                       | Orhei                              |
| 3        | Bolohani            | comună                       | Orhei                              |
| 4        | Boșcana             | comună                       | Criuleni                           |
| 5        | Brănești            | sat în comuna Ivancea        | Orhei                              |
| 6        | Buciușca            | sat în comuna Saharna Nouă   | Rezina                             |
| 7        | Budăi               | sat în comuna Step-Soci      | Orhei                              |
| 8        | Bulăești            | comună                       | Orhei                              |
| 9        | Butuceni            | sat în comuna Trebujeni      | Orhei                              |
| 10       | Coșernița           | comună                       | Criuleni                           |
| 11       | Criuleni            | oraș                         | Criuleni                           |
| 12       | Cruglic             | comună                       | Criuleni                           |
| 13       | Făurești            | sat în comuna Ciorescu       | Criuleni                           |
| 14       | Furceni             | sat în comuna Ivancea        | Orhei                              |
| 15       | Hâjdieni            | sat în comuna Berezlogi      | Orhei                              |
| 16       | Hârtop-Mare         | comună                       | Criuleni                           |
| 17       | Hârtop-Mic          | sat în comuna Hîrtopul Mare  | Criuleni                           |
| 18       | Holercani           | comună                       | Dubăsari                           |
| 19       | Horodiștea          | .                            |                                    |
| 20       | Izbeștea            | comună                       | Criuleni                           |
| 21       | Izvoare             | .                            |                                    |
| 22       | Jevreni             | comună                       | Criuleni                           |
| 23       | Joloboc             | sat în comuna Piatra         | Orhei                              |
| 24       | Jora-de-Jos         | sat în comuna Jora de Mijloc | Orhei                              |
| 25       | Jora-de-Mijloc      | comună                       | Orhei                              |
| 26       | Jora-de-Sus         | sat în comuna Jora de Mijloc | Orhei                              |
| 27       | Lalova              | comună                       | Rezina                             |
| 28       | Lopatna             | sat în comuna Jora de Mijloc | Orhei                              |
| 29       | Mărcăuți            | comună                       | Dubăsari                           |
| 30       | Mașcăuți            | comună                       | Criuleni                           |
| 31       | Mârzaci             | sat în comuna Mitoc          | Orhei                              |
| 32       | Mârzești            | sat în comuna Mitoc          | Orhei                              |
| 33       | Molovata            | comună                       | Dubăsari                           |
| 34       | Morovaia            | sat în comuna Trebujeni      | Orhei                              |
| 35       | Ohrincea            | sat în orașul Criuleni       | Criuleni                           |
| 36       | Onițcani            | comună                       | Criuleni                           |
| 37       | Oxintea             | comună                       | Dubăsari                           |
| 38       | Păhărniceni         | comună                       | Orhei                              |
| 39       | Piatra-de-Jos       | .                            |                                    |
| 40       | Piatra-de-Sus       | .                            |                                    |
| 41       | Pogtribeni          | comună                       | Orhei                              |
| 42       | Răculești           | sat în comuna Pașcani        | Criuleni                           |
| 43       | Slobozia-Dușca      | comună                       | Criuleni                           |
| 44       | Slobozia-Horodiștea | sat în comuna Horodiște      | Rezina                             |
| 45       | Step-Soci           | comună                       | Orhei                              |
| 46       | Stodolna            | .                            |                                    |
| 47       | Susleni             | comună                       | Orhei                              |
| 48       | Șarcani             | sat în comuna Pohrebeni      | Orhei                              |
| 49       | Trebujeni           | comună                       | Orhei                              |
| 50       | Țipova              | sat în comuna Lalova         | Rezina                             |
| 51       | Ustia               | comună                       | Dubăsari                           |
| 52       | Vășcăuți            | comună                       | Florești                           |
| 53       | Zahaicana           | comună                       | Criuleni                           |